# Ralph Sharon
Ralph Sharon (* 17. September 1923 in London; † 31. März 2015 in Boulder, Colorado) war ein britisch-US-amerikanischer Jazzpianist  des Modern Jazz. Er begleitete Chris Connor und Tony Bennett.

## Leben und Wirken
Ralph Sharon spielte in London mit Pete Chilver, Cab Kaye, Ted Heath, Kenny Baker, Jack Parnell und 1948 mit Ronnie Scott; außerdem hatte er dort ein eigenes Sextett. Ende 1959 emigrierte er in die USA, trat als Solist in New York auf und begleitete ab 1955 mit seinem Quintett, dem zeitweise auch Herbie Mann, Joe Puma, Milt Hinton und Osie Johnson angehörten, die Sängerin Chris Connor, außerdem Carmen McRae. Ab 1957 wurde er häufiger Begleitmusiker von Tony Bennett. Sharon starb am 31. März 2015 im Alter von 91 Jahren in Boulder, Colorado.

## Diskografie (Auswahl)
- The Ralph Sharon Trio Swings Sammy Cahn (DRG, 1994) mit Douglas Richeson, Clayton Cameron, Gerry Mulligan
- Kenny Baker: Birth of a Legend ’41–’46 (Hep)
- Chris Connor: Sings The George Gershwin Almanac Of Song (Atlantic, 1957); All About Ronnie (Giants Of Jazz, 1953–60)
- Count Basie & Tony Bennett: Basie Swings, Bennett Sings (Roulette, 1959)
- Tony Bennett with the Ralph Burns Orchestra & the Ralph Sharon Trio: I Wanna be Around (CBS, 1962)
- Ronnie Scott: Boppin’ At Esquire (Indigo, 1948)